# Herman Hofman
Herman Hofman (Ridderkerk, 22 december 1986) is een Nederlandse diskjockey die met zijn programma's Herman en Twee Vier te horen was op NPO 3FM en Radio Veronica. 
Hofman begon als nacht-dj voor de AVRO op NPO 3FM en verving in 2015 Bart Arens op de zondagmiddag. Ook was Hofman te horen op NPO KX, met het programma Herman de perman, op dinsdagmiddag van 14:00 uur tot 16:00 uur. Op 11 november 2015 won hij de Marconi Award voor Aanstormend Talent. Sinds oktober 2018 presenteerde hij op NPO 3FM wekelijks het programma Herman in het weekeinde tussen 16:00 en 19:00 uur. Ook viel Herman regelmatig in voor de doordeweekse middag- en avondshow.
Per 1 april 2020 werd de programmering van NPO 3FM aangepast. Herman werd hierbij ingedeeld op het doordeweekse tijdslot van 14:00 tot 16:00. Het programma werd daarom ook 'Twee Vier' genoemd. Echter werd Herman vlak voor de start van de nieuwe programmering ziek. Dit begon met wat griepklachten, maar uiteindelijk kreeg Herman last van een burn-out. Zijn show werd tijdelijk overgenomen door Sophie Hijlkema.  
Na een jaar van afwezigheid op de radio, keerde hij in maart 2021 terug. Herman startte rustig op in de weekenden van 0:00 tot 2:00 uur en 7:00 tot 9:00 uur. Per juli 2021 ging hij zijn eigen programma Twee Vier weer presenteren. In de praktijk bleef Sophie Hijlkema in 2021 het programma echter nog vaak doen.  
Hofman maakte op 30 mei 2022 bekend dat zijn programma moest stoppen, als gevolg van een reorganisatie. Op 31 augustus 2022 maakte hij zijn laatste uitzending op 3FM. 
Hofman maakte in februari 2023 bekend dat hij aan de slag zou gaan bij Radio Veronica, waar hij elke maandag tot en met donderdag te horen was tussen 18:00 uur en 21:00 uur. In april 2024 was er geen plek meer voor Hofman in de nieuwe programmering. Later dat jaar keerde hij tijdelijk terug als invaller.
Externe links
- 3FM DJ: Herman Hofman
- AVRO: Herman Hofman
- 3FM-dj Herman Hofman ontroerd door steun na gedumpt te zijn